# Otto Zsigmondy
Otto Zsigmondy (Vienna, 6 gennaio 1860 – Vienna, 30 giugno 1917) è stato un alpinista e sportivo austriaco, tra i primi esponenti dell’alpinismo senza guida e con il fratello Emil Zsigmondy occupa un ruolo di primissimo piano con una serie di oltre 140 ascensioni e discese. Insieme, essi portarono la pratica alpinistica ad un livello decisamente superiore rispetto ai livelli raggiunti in quei tempi ma furono tuttavia criticati dai contemporanei per la loro temerarietà, da alcuni definita come incoscienza vera e propria. Fu presidente del Österreichischer Alpenklub nel 1894.

## Biografia
Otto era uno dei quattro figli del dentista Adolph Zsigmondy, e seguì le orme del padre  come studente in medicina. È considerato uno dei successori del pioniere dell'odontoiatria scientifica Moriz Heider. Fratello di Emil, Karl e Richard Zsigmondy, tutti alpinisti di nota.
Come alpinista, insieme al fratello Emil Zsigmondy e Ludwig Purtscheller,  si formò sulle Alpi Bavaresi e nelle Dolomiti e compì numerose prime ascensioni, come la parete nord del Großer Möseler, il “Firndreieck” nelle Alpi della Zillertal,  va ricordata nel 1879 l’impresa compiuta sul Feldkopf, nelle Alpi di Zillertal, certamente la più difficile scalata senza guida compiuta in quei tempi mentre nel 1885, l'intera traversata del Meije (Alpi del Delfinato). 
I fratelli Emil e Otto Zsigmondy furono figure eccezionali dell'alpinismo intorno al 1880. Soprattutto con il loro amico e compagno di cordata Ludwig Purtscheller realizzarono alcuni dei tour più difficili del loro tempo. Nel 1879 Otto Zsigmondy scalò l'Ortles dall'Hochjoch insieme al fratello Emil, il Löffler, l'Olperer, il Hochfeiler, e il Feldkopf (Zsigmondyspitze) (1a salita) nelle Alpi della Zillertal  nel 1881. Poi nel 1882 e 1884 arrivarono gli arditi viaggi nelle Dolomiti con la salita della Kleine Zinne e nelle montagne vallesane (parete est del Monte Rosa e traversata del Cervino) insieme a Ludwig Purtscheller. Nel periodo dal 1880 al 1885 Otto Zsigmondy, soprattutto insieme al fratello Emil Zsigmondy e Ludwig Purtscheller, scalò circa 100 vette dai tre ai quattromila metri, alcune delle quali come prime ascensioni. Aveva decisamente avanzato l'alpinismo senza guide professionali. A Vienna attirarono l'attenzione scalando in autonomia creste e pareti difficili, soprattutto nelle Alpi dell'Enntal e nel gruppo dell'Hochschwab. La prima salita (discesa) della cresta nord dell'Olperer  fu effettuata dai fratelli viennesi. Riuscirono  anche nella prima salita della parete nord del Großer Möseler. Passarono così alla storia delle Alpi come il grande trio senza gide alpine. Nel 1885 fu pubblicata l'opera di Zsigmondy “I pericoli delle Alpi”. Otto Zsigmondy divenne presidente del Club alpino austriaco nel 1894. Quando nel 1885 suo fratello Emil cadde e morì mentre tentava insieme la prima scalata della parete sud della Meije, la cosa lo colpì così tanto che non portò a termine la sua tesi di abilitazione e interruppe momentaneamente la sua carriera accademica.

## Imprese alpinistiche
- 1879 – i fratelli Emil e Otto Zsigmondy e Julius Kugy di Trieste arrivano nelle Dolomiti. Ingaggiano la guida Michl per farsi condurre sulla Grande delle Tre cime di Lavaredo.
- 1882 – I fratelli Otto Zsigmondy e Emil Zsigmondy con Ludwig Purtscheller salirono quella che divenne la via normale della Cima Undici (3 092 m) dalla Busa di Fuori.
- 1882 - La terza salita della via della Croda dei Toni per un ghiacciato e pericoloso canalone viene compiuta dai fratelli Otto Zsigmondy e Emil Zsigmondy e rappresentò una delle date di nascita dell’alpinismo «senza guide».
- 1885 – 6 agosto. Nel tentativo di salire le Meije dal versante Sud, il colosso ghiacciato del Delfinato, Emil Zsigmondy trova la morte. Con lui c’era il fratello Otto Zsigmondy e Karl Schulz che ne uscirono indenni.
- 1891 – 3 agosto. Julius Kugy e Otto Zsigmondy con Joseph Petigax, César Ollier e L. Bonetti, praticarono una variante per raggiungere la vetta del Monte Bianco. Dal Rifugio Gonella seguirono la via normale e dall'alto bacino del ghiacciaio piegarono decisamente a destra passando sopra l'isolotto inferiore del contrafforte meridionale del Dôme, a circa 3.700 m, giungendo ai piedi del pendio terminale. Bianco - (Versante del Miage - Gruppo del Monte Bianco - Massiccio del Monte Bianco).